# Mitsubishi L200
Mitsubishi L200 — пикап, выпускаемый Mitsubishi Motors с 1978 года. Современная модель (с 2006 года) в ряде стран реализуется под названием Mitsubishi Triton. Исполняется в вариантах с двухдверной двухместной (Single Cab), двухдверной четырёхместной (Club Cab) и четырёхдверной пятиместной (Double Cab) кабиной.
В зависимости от комплектации, может быть оборудован кондиционером, аудиосистемой, автоматической, либо ручной коробкой передач, подключаемым полным приводом Easy Select (part-time), либо Super Select (on-demand full-time), механической блокировкой межосевого дифференциала, принудительной блокировкой заднего дифференциала, системой курсовой устойчивости ASC
В конце августа 2015 года минимальная цена автомобиля составляла около 1,35 млн рублей. В начале 2019 года минимальная цена выросла до 2 млн рублей.
В комплектации для российского рынка существовали модификации, имеющие два аккумулятора для облегчения пуска при низких температурах.

## Четвёртое поколение
Четвёртое поколение L200 появилось в 2005 году. Разработанное дизайнером Акинори Наканиси, оно строилось исключительно дочерней компанией Mitsubishi в Таиланде и экспортировалось на 140 мировых рынков. Под капотом Mitsubishi L200 устанавливался 2,4 и 3.5 литровый бензиновый двигатель. Мощность мотора составляет 128 лошадиных сил. Также были доступны и три дизельных агрегата объемом 2,5- и 3,2-литра. Мощность двигателей составляет от 136 л. с. до 178 лошадиных сил. В зависимости от типа двигателя автомобиль комплектовался пяти- или шестиступенчатой "механикой", а также четырех- или пятидиапазонным "автоматом".

## Пятое поколение
В 2014 году Mitsubishi представила полностью новый L200, продажи которого стартовали в начале 2015 года для Азиатско-Тихоокеанского региона, и в конце 2015 года для Европы и Карибских островов. Автомобиль оснащён новым 2,4-литровым дизельным двигателем. С 2015 года автомобиль продаётся на европейском и ближневосточном рынках как Fiat Fullback. Версия для рынка ОАЭ называется Ram 1200. FCA не планирует продавать Fullback в Северной Америке.

## Награды
Получил всероссийскую премию "Лучший автомобиль 2022 года в классе "Пикапы""

## Поколения автомобиля

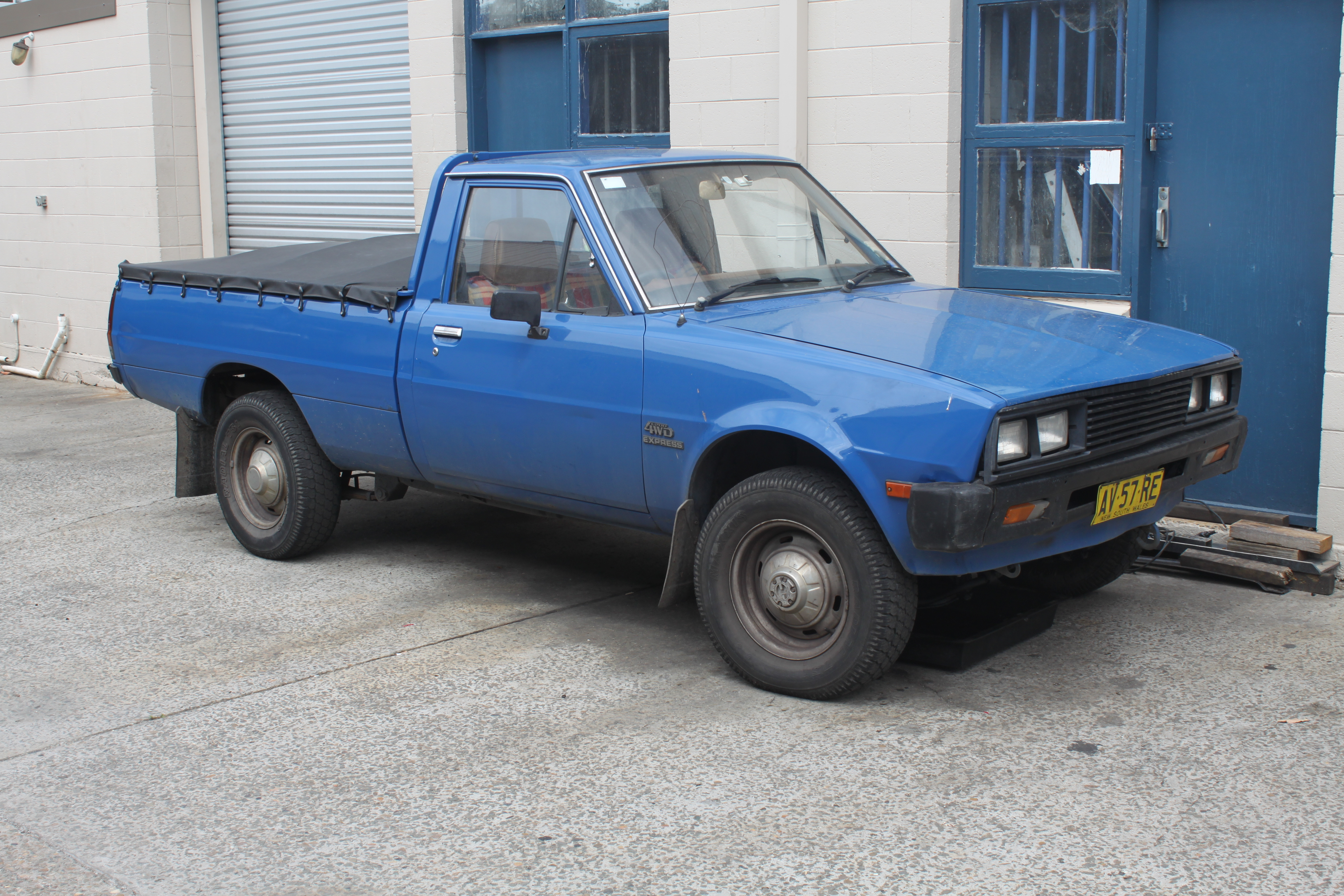
I поколение (1978-1986)
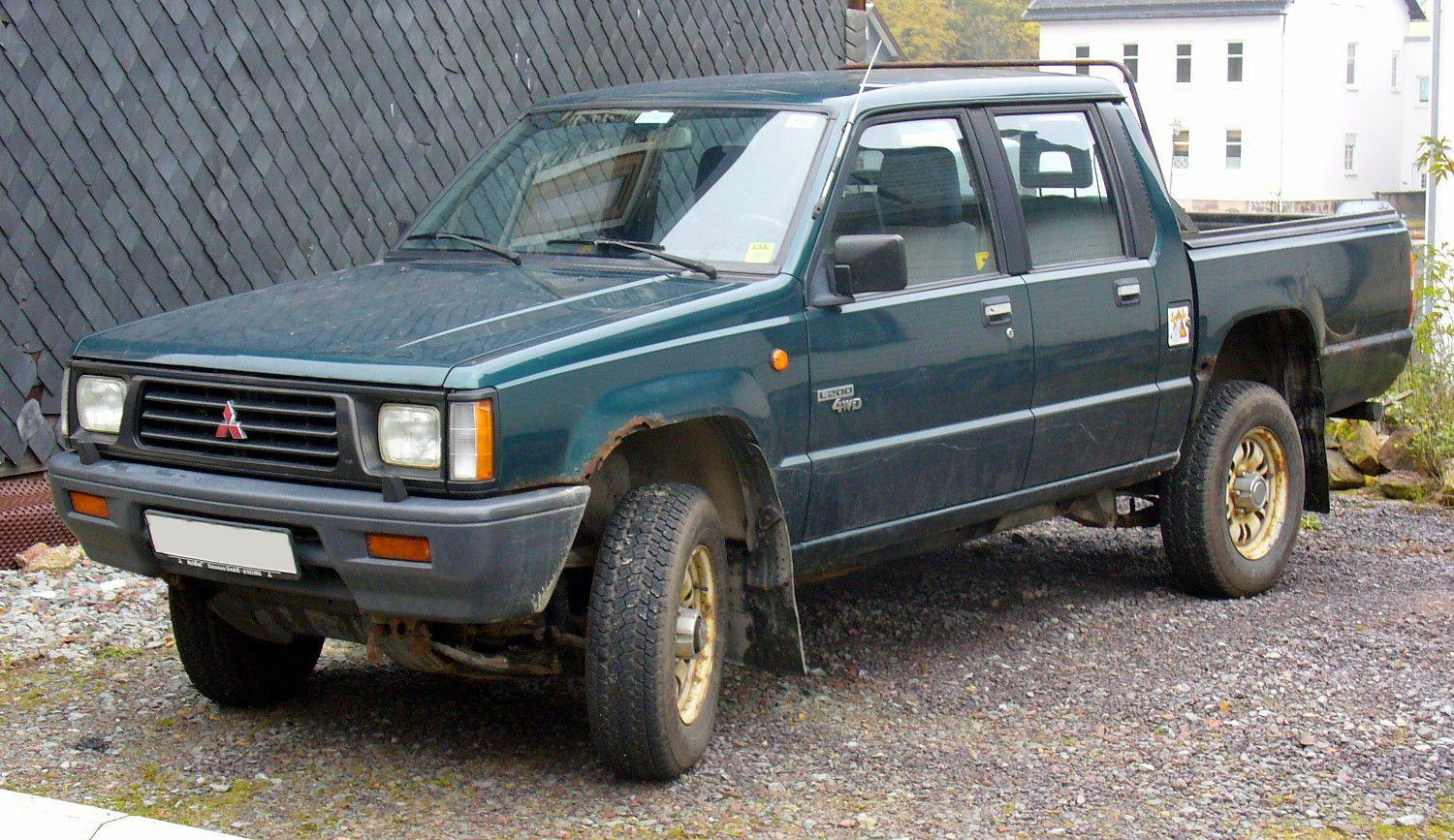
II поколение (1986-1996)
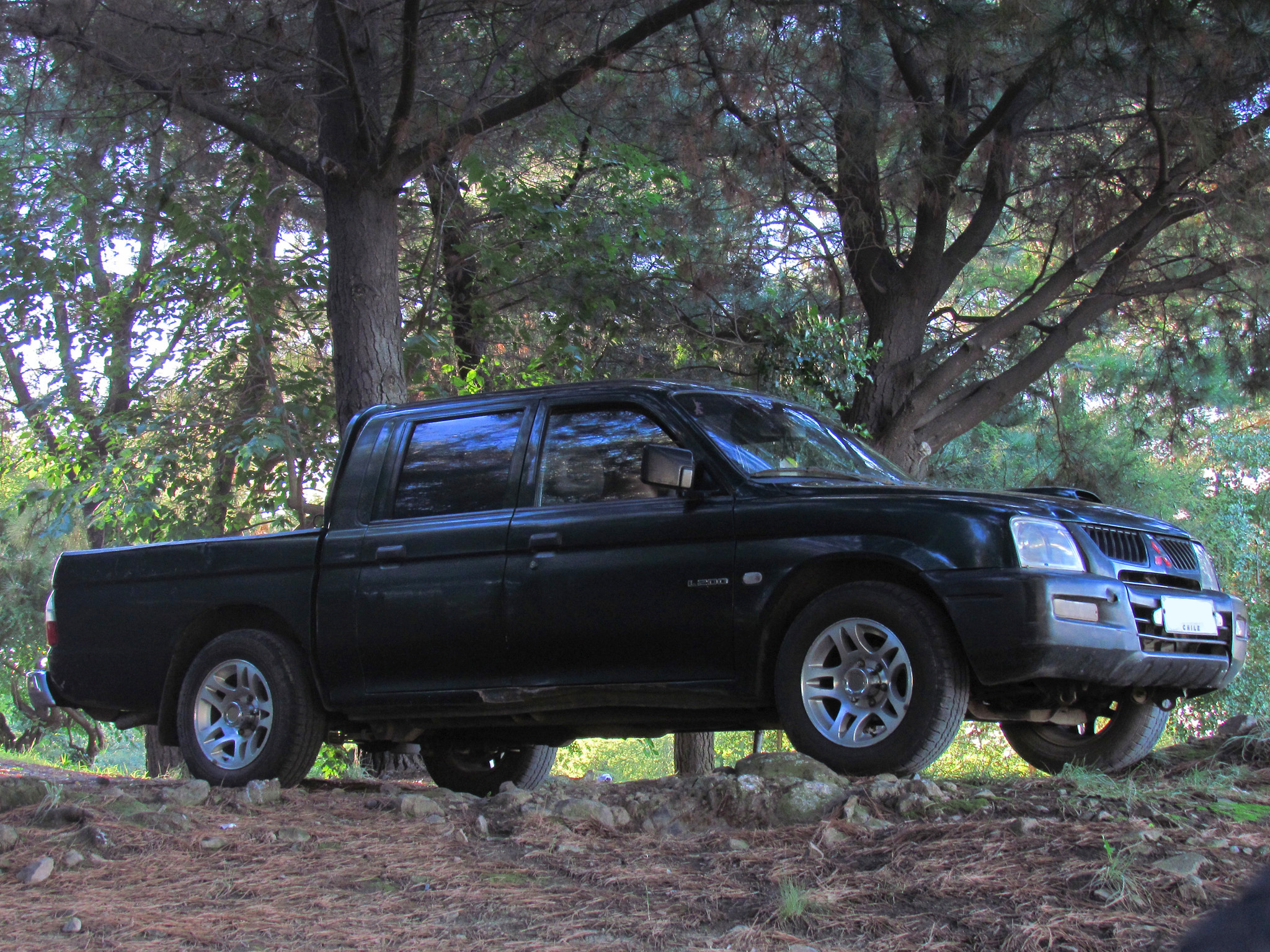
III поколение (1996-2007)
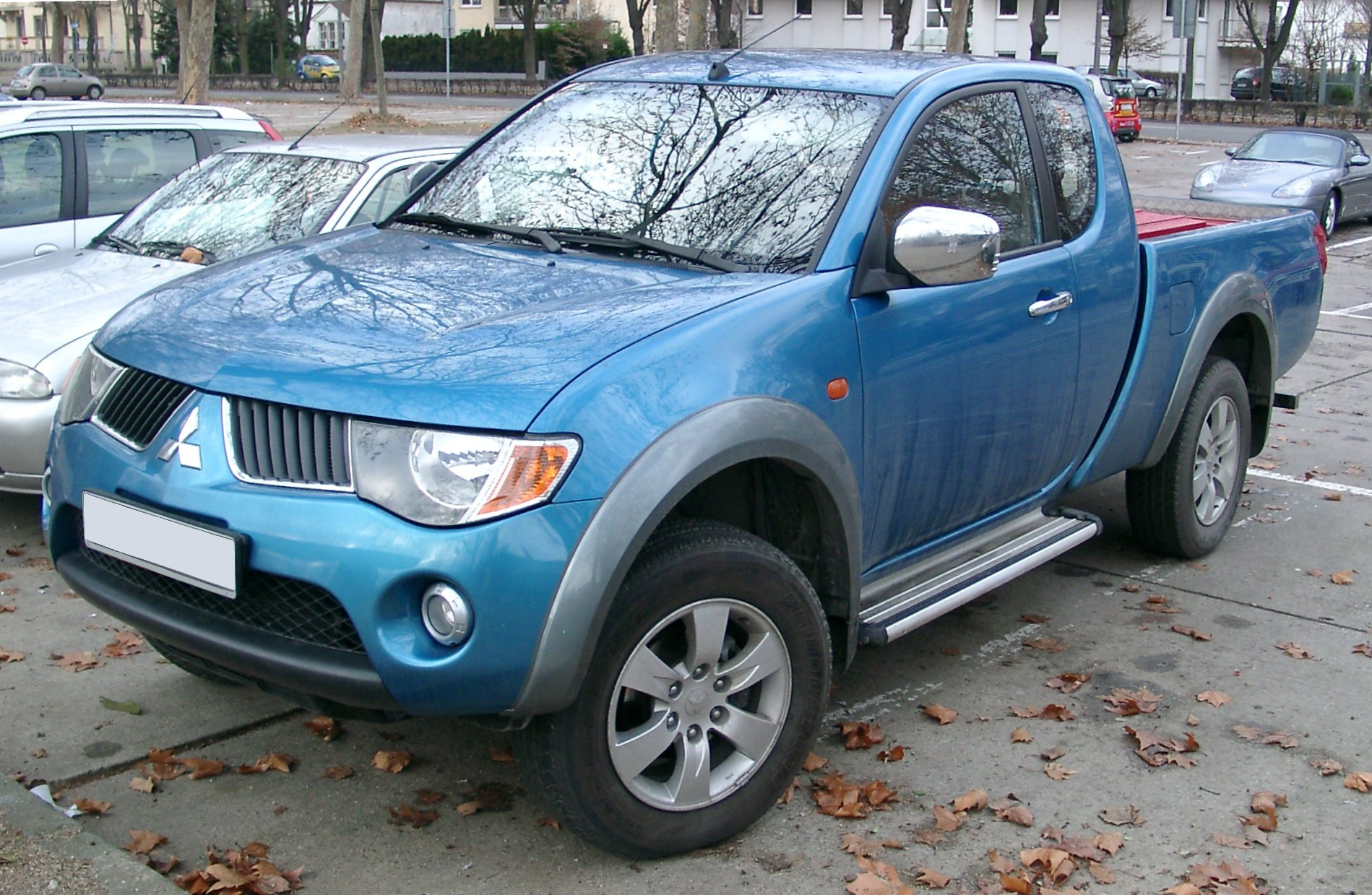
IV поколение (2007-2008)
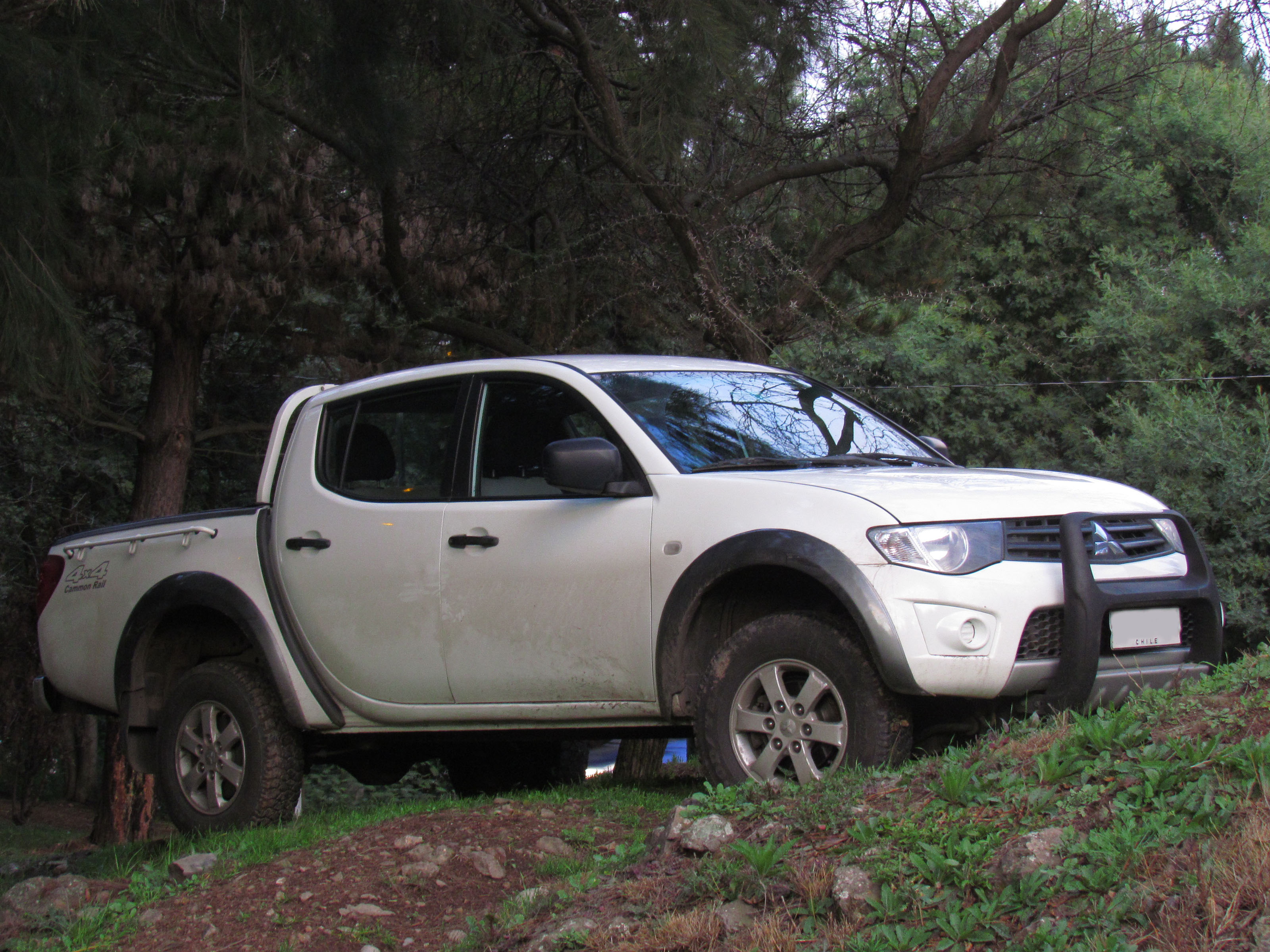
IV поколение (2009-2014)
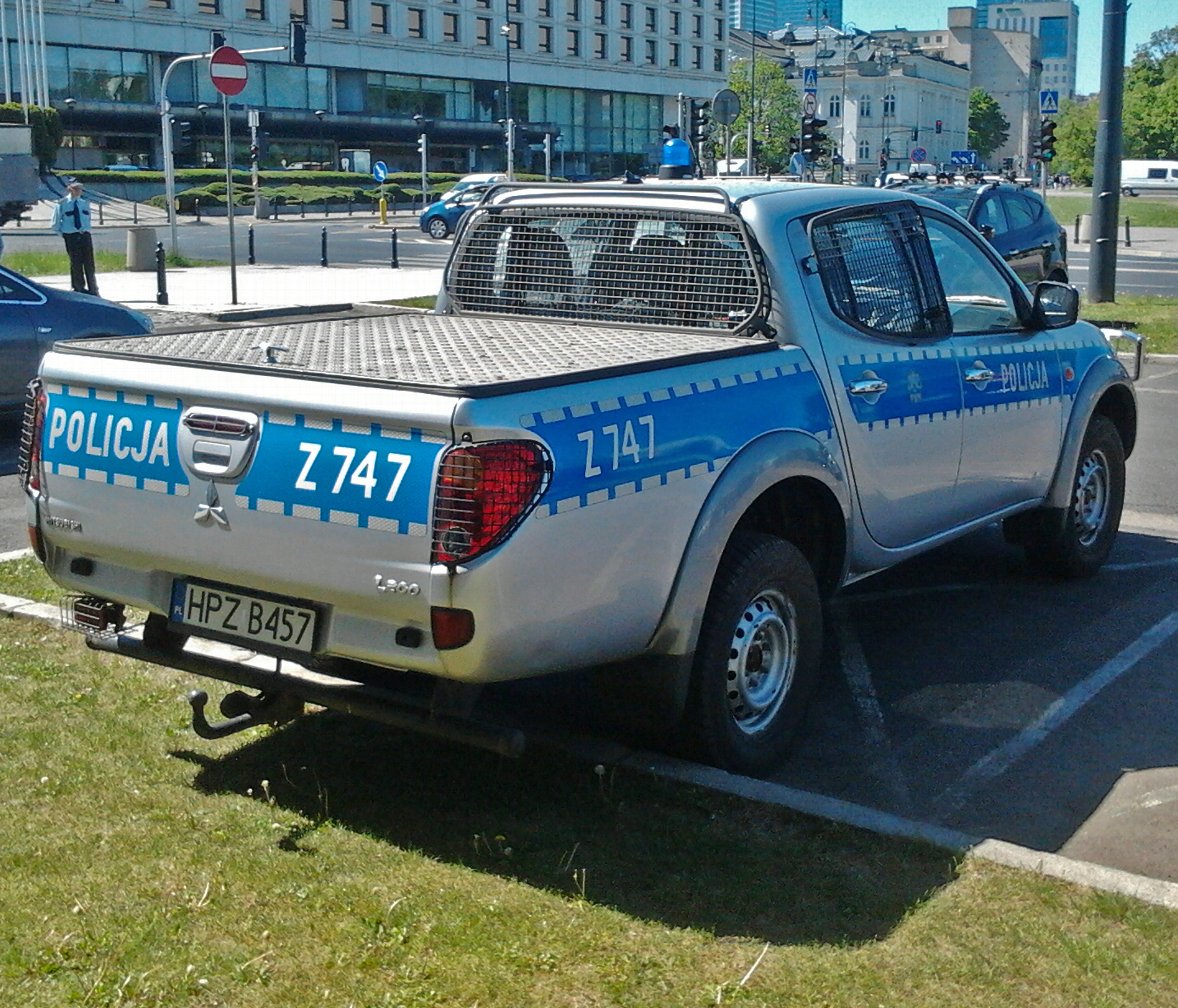
IV поколение (2014)
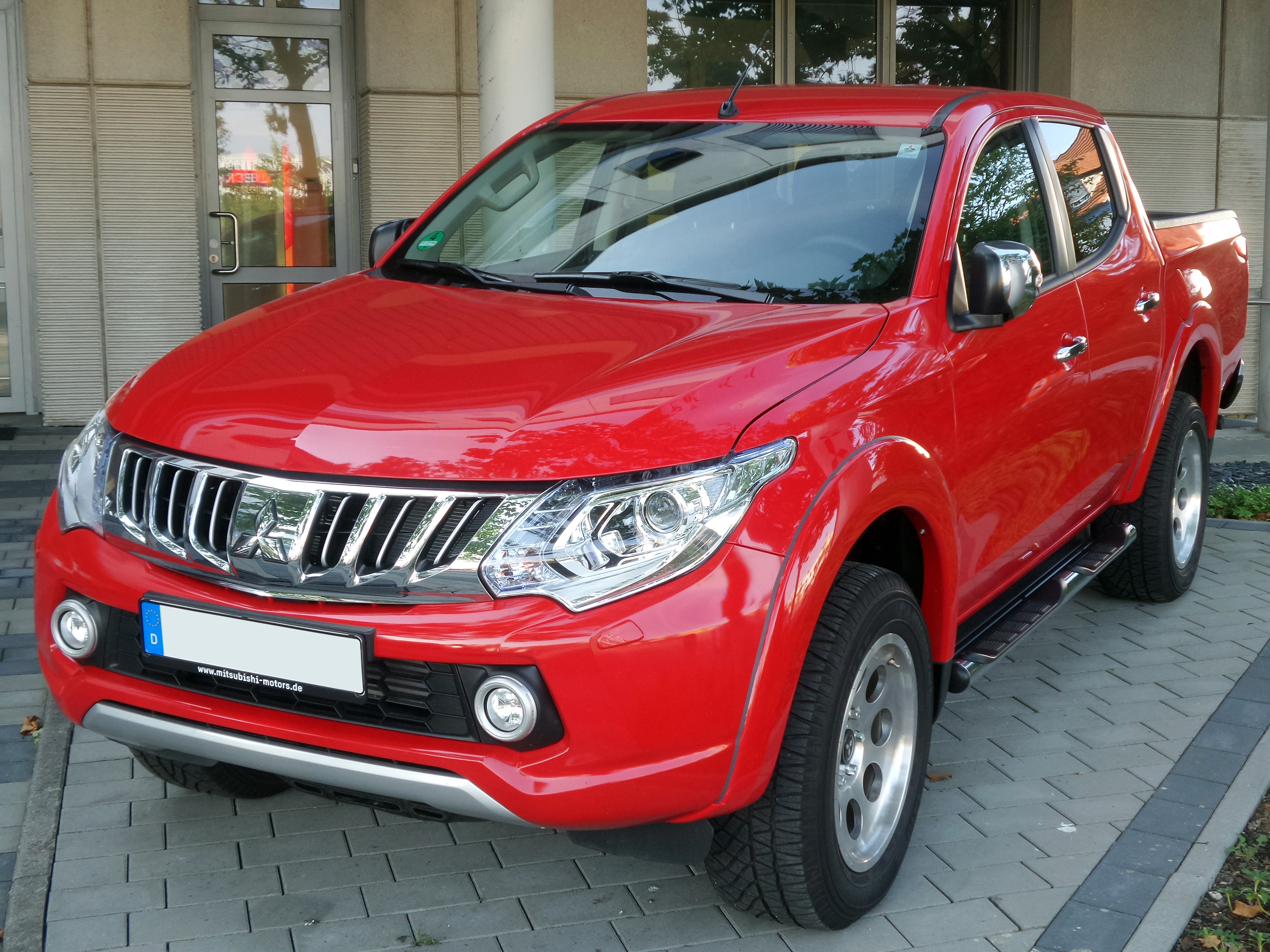
V поколение (2015-2019)
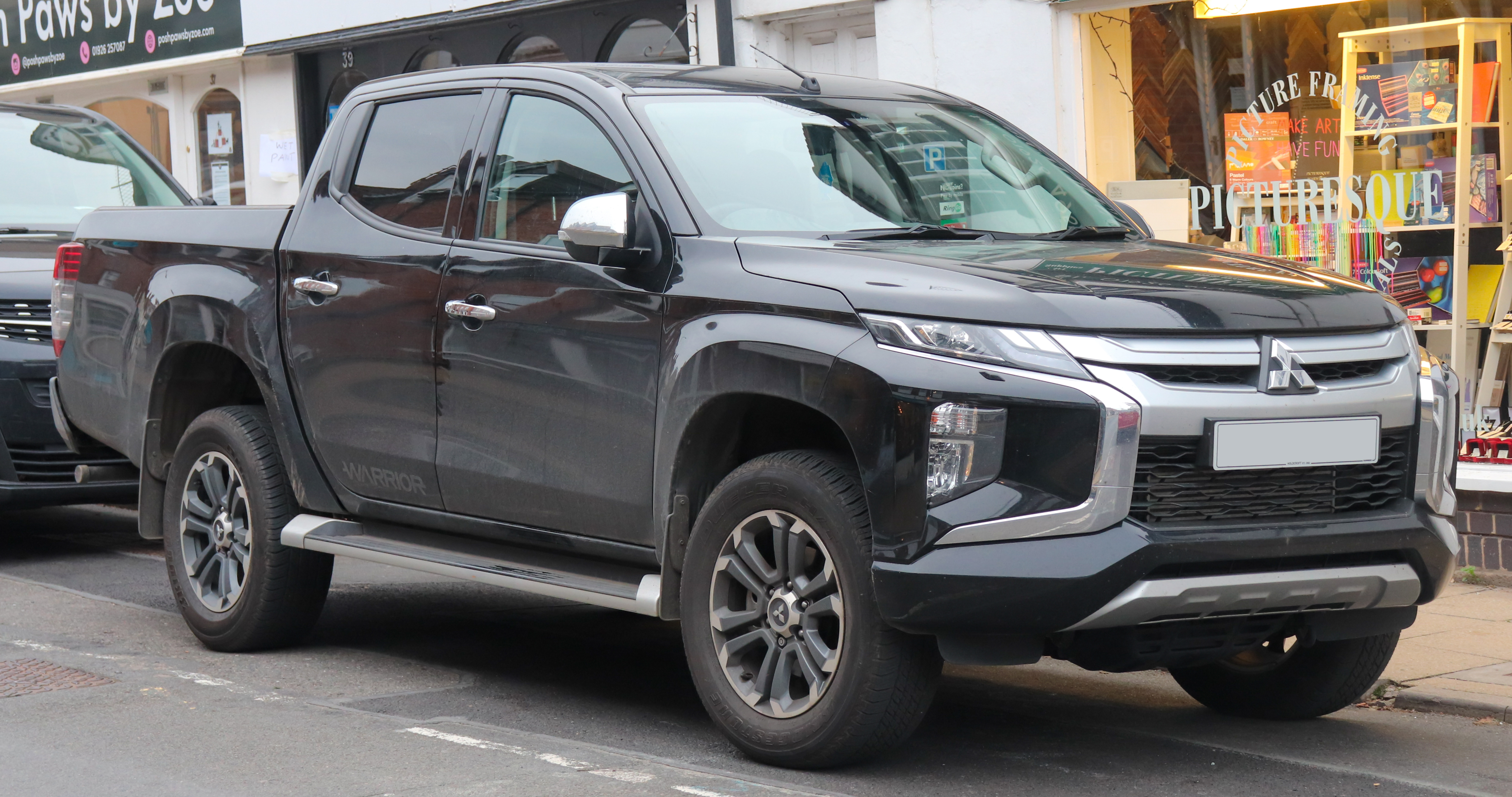
5 рестайлинг (с 2018)